# Funaná

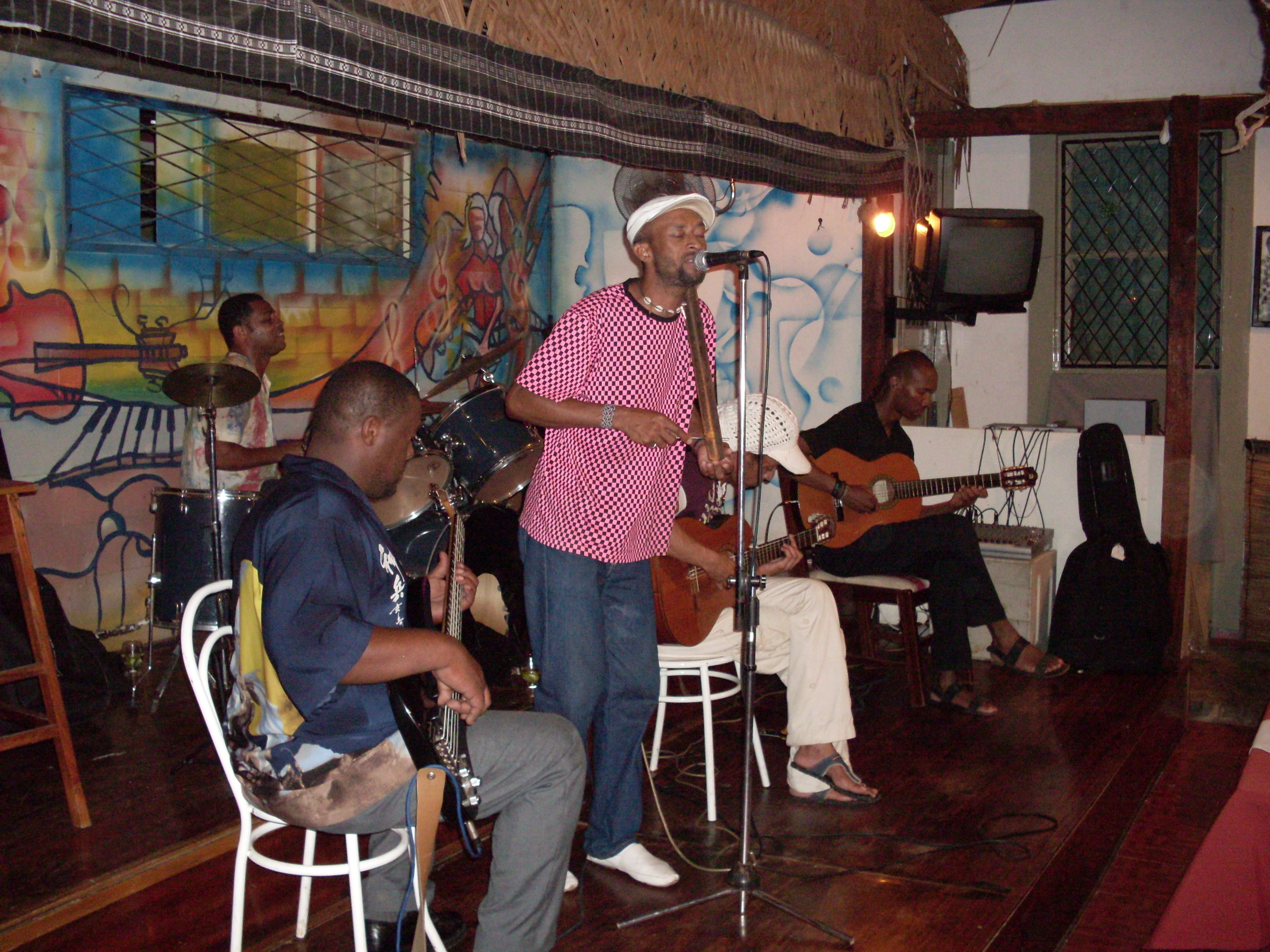
El cantant Bino Branco del grup Ferro Gaita, actuant amb el grup del músic Vadú

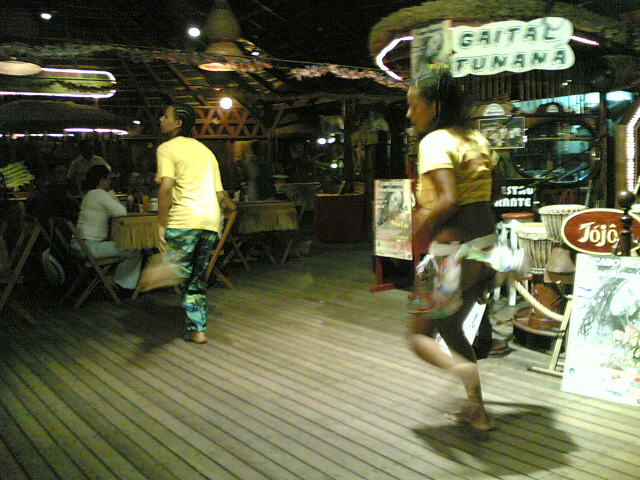
Ballarines de funaná

El funaná (pronunciat [funɐˈna]) és un gènere musical i de dansa originari de Cap Verd. Funaná és un estil de música basat en l'acordió. És, potser, la forma més alegre de la música de Cap Verd. El ritme el proporciona el ferrinho, de la mateixa manera que l'ús de washboards en el zydeco, la serra a la música ripsaw caribenya, i el güiro en la música subsahariana i en la música llatina i precolombina.

## Característiques
Com a gènere musical, el funaná es caracteritza per tenir un tempo variable, del vivace a l'andante, i un ritme binari. El funaná està íntimament associat a l'acordió, i més precisament a l'acordió diatònic, conegut com a gaita a Cap Verd. Això té una gran influència en els aspectes musicals que caracteritzen el funaná, com per exemple el fet que, en la seva forma més tradicional, el funaná utilitza només escales diatòniques, i no pas de cromàtiques.
L'estructura d'una composició de funaná no és gaire diferent de l'estructura d'altres gèneres musicals de Cap Verd; bàsicament, la música està estructurada en un conjunt d'estrofes principals que s'alternen amb una tornada. La principal diferència és que entre les diferents estrofes i la tornada hi ha un solo interpretat amb l'acordió. La melodia és, en general, monotònica.
L'acompanyament es realitza amb la mà esquerra de l'acordió, proporcionant un baix i els acords. El model rítmic s'interpreta sobre el ferrinho.
La línia melòdica del funaná varia substancialment al llarg de la composició, amb unes grans successions de notes ascendents i descendents. Els cantants de funaná utilitzen ocasionalment la tècnica de l'sforzando sobre algunes notes, en especial si són llargues.
La lletra del funaná parla generalment de situacions quotidianes, amb mencions a les preocupacions i les alegries de la vida diària, però també parlen de crítica social, reflexions sobre la vida i situacions idíl·liques. Els compositors recents parlen també d'altres temes. Una altra característica del funaná és que la lletra no tracta les temàtiques d'una forma directa, sinó que habitualment utilitza figures retòriques, proverbis i refranys. Per exemple:
| lletra en crioll: | traducció literal en català: | significat real: |
| --- | --- | --- |
| Ódju mó’ lua, (…) Pistána sí’ma árcu-dâ-bédja Bóca sí’ma câ tâ cúme nada Ôi, Séma Lópi, côrpu dí tchõ, álma dí Crístu | Ulls com la lluna, (…) Celles com l'arc de Sant Martí Boca que sembla que no mengi res Oh, Sema Lopi, cos del terra, ànima de Crist | Ulls oberts de bat a bat, (…) Celles completament arquejades Boca de qui té gana Oh, Sema Lopi, tothom et trepitja, però tu perdones tothom |
| Extracte de la lletra de “Sema Lopi”                                                                                  | | |

Això requereix un bon coneixement de la cultura popular i del llenguatge, i és per aquest motiu que les composicions més recents, les realitzades per autors joves o les escrites per autors que tenen poc contacte amb la cultura popular no sempre utilitzen aquesta tècnica retòrica.
Pel que fa a la instrumentació, en la seva forma més tradicional, el funaná només utilitza l'acordió i el ferrinho. Amb l'arribada de l'estilització i l'electrificació, s'hi han anat incorporant altres instruments: el ritme proporcionat pel ferrinho s'executa sobre una bateria, juntament amb altres instruments de percussió, com un güiro o una cabasa; el baix o l'acompanyament tocat amb l'acordió se substitueix per un baix o una guitarra elèctrica, i la melodia de l'acordió se substitueix per un sintetitzador. A finals de la dècada dels 1990, hi va haver una certa tornada a l'ús dels instruments tradicionals.

## Com a dansa
Com a gènere de dansa, el funaná és una dansa per parelles, on els ballarins s'abracen l'un a l'altre amb un braç, mentre que amb l'altre braç s'agafen per les mans. La dansa es realitza mitjançant flexions ràpides i fortes del genoll, marcant el ritme. En l'estil de dansa rural, els cossos estan lleugerament inclinats cap endavant (amb contacte de les espatlles), i els peus s'aixequen del terra. En l'estil de dansa urbà, més estilitzat, els cossos estan en una posició més vertical (amb contacte dels pits), i els peus s'arrosseguen per terra.

## Història
El funaná és un gènere musical relativament recent. Segons la tradició oral, sorgeix quan, en un intent de culturització, els portuguesos introdueixen l'acordió a l'Illa de Santiago a començaments del segle xx, per tal que la població aprengués els gèneres musicals portuguesos. El resultat, tanmateix, hauria estat completament diferent: la creació d'un nou i genuí estil musical. Tot i això, no hi ha documents musicològics que ho demostrin. De fet, el funaná té clares reminiscències de diversos estils portuguesos (malhão, corridinho, vira, etc.).
Altres fonts, també de la tradició oral, esbossen un altre origen. Situen la creació del funaná en l'augment de les importacions d'acordions com un substitut barat dels orgues per interpretar música religiosa. El funaná hauria aparegut com una adaptació per a l'acordió d'altres gèneres musicals que llavors eren populars.
El mateix nombre «funaná» també és recent, i data dels últims anys de la colonització portuguesa. L'origen del nom no és clar. Per a alguns, la paraula deriva de la paraula portuguesa "fungagá". Per a altres, el nom prové de la síntesi dels noms de dos grans intèrprets, un d'acordió i l'altre de ferrinho, anomenats Funa i Naná. Sí que es té constància de què, fins ben entrats els anys 1960, se'l coneixia com a «fuc-fuc» i«badju l' gaita».
El funaná era inicialment un gènere exclusiu de l'illa de Santiago, i durant molt temps estava relegat a un context rural o a classes socials baixes. Fins i tot va ser prohibit a la capital, on la morna tenia major prestigi.
Durant la dècada dels 1970, i sobretot després de la independència, hi va haver intents de reviure certs gèneres musicals, com el funaná. La ideologia socialista post-independendista, amb la seva lluita en contra de les diferències de les classes socials, fou un camp de cultiu per al (re)naixement del funaná. La majoria d'aquests intents no van tenir èxit perquè "el funaná no aconseguí allunyar-se de la coladeira".
Fou necessari esperar fins a finals de la dècada dels 1980 per tal que el grup Bulimundo i especialment el seu mentor Carlos Alberto Martins (més conegut com a Catchás) van motivar un ressorgiment del funaná. Després de "beure" directament de la font (l'interior de l'illa de Santiago), Catchás va aprofitar el seu coneixement de jazz i de música clàssica per inventar un nou estil de etocar el funaná, amb l'ajut d'instruments elèctrics i electrònics, que tindria influència en gairebé tots els artistes posteriors. Gràcies a l'èxit de Bulimundo, el funaná es va exportar a totes les illes de Cap Verd. Actualment, ja no es veu el funaná com un gènere exclusiu de Santiago; gent de totes les illes el compon, l'interpreta i l'aprecia.
Si la dècada dels 1980 fou l'època de l'expansió del funaná per Cap Verd, la dècada dels 1990 van ser els anys de l'expansió internacional. El grup Finaçon, sorgit a partir d'una escissió del grup Bulimundo, fou un dels responsables de la internacionalització d'aquest gènere, gràcies a un contracte amb un segell discogràfic estranger. No només es va donar a conèixer el funaná fora de Cap Verd, sinó que també van sorgir grups musicals que interpretaven aquesta música a l'estranger, fossin capverdians o no.
Pel que fa a les tècniques musicals, no hi ha grans innovacions a l'anomenat "estil de Catchás", potser només pel que respecta a la instrumentació (on s'exploren les possibilitats dels instruments electrònics). Cal notar, en aquest període, l'excessiva comercialització i banalització del funaná. Per exemple, hi va haver un intent de divulgar el funaná a França; aquest intent no va tenir èxit perquè es va vendre el funaná com una mena de "música d'estiu" (just després de la lambada), sense explorar les particularitats etnomusicals del funaná.
A finals de la dècada dels 1990, es va assistir a un retorn a les arrels, on els grups preferien tocar amb acordions autèntics i ferrinhos (i, ocasionalment, també amb un baix, una bateria i una guitarra). Un dels grups líders d'aquesta nova onada és Ferro Gaita.

## Variants
El funaná té diverses variants, no totes ben conegudes i no de totes se'n sap el nom vertader. A continuació es presenta una descripció d'algunes:

### Funaná kaminhu di férru

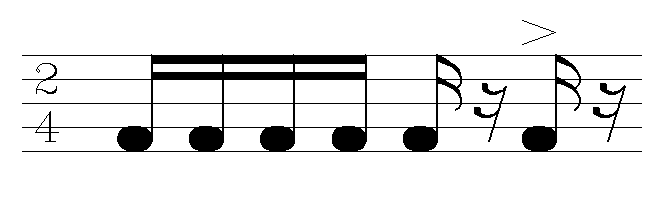
Model rítmic del funaná kaminhu di ferru, ± 150 bpm

Aquesta és la variant més coneguda del funaná. En general, quan s'utilitza únicament el terme "funaná", hom es refereix a aquesta variant, que és la més coneguda, especialment pel que respecta a la dansa. És una variant que recorda una marxa, però amb un tempo vivace.

### Funaná maxixi

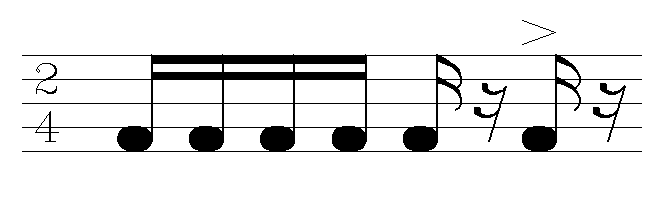
Model rítmic del funaná maxixi, ± 120 bpm

El nom d'aquesta variant prové probablement del gènere musical maxixe, que va ser molt popular a Cap Verd. És una variant semblant a l'anterior, però amb un tempo allegro.

### Funaná samba

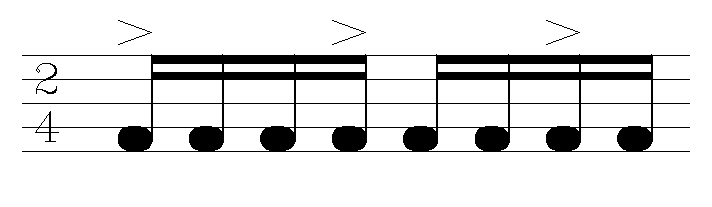
Model rítmic del funaná samba, ± 96 bpm

Tot i el seu nom, aquesta variant no té relació amb l'actual samba brasilera. Sembla ser una adaptació del lundum. El tempo és més lent (andante) i el ritme és diferent de les altres variants, i més semblant al de la toada.

### Funaná morna

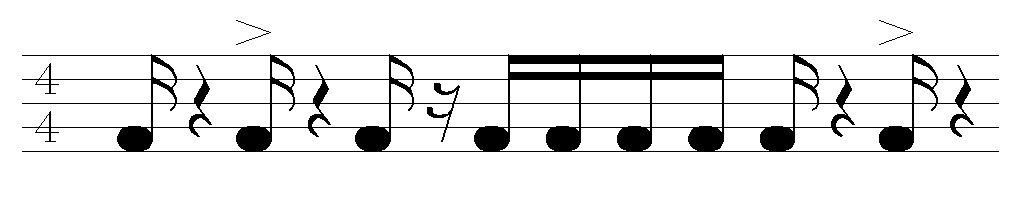
Model rítmic del funaná lent, ± 92 bpm

No s'acostuma a conèixer amb aquest nom, sinó més aviat pel terme «funaná lent». Sembla ser una adaptació de la morna a les tècniques de l'acordió, amb un tempo andante. Mentre que la morna (badju di viulinu) va tenir cert prestigi en àrees urbanes i sales de ball, a les àrees rurals es va desenvolupar una versió més lenta del funaná (badju di gaita). Curiosament, aquesta variant té el mateix tempo que la morna de Boa Vista i no que la morna de Brava.

## Exemples defunanás
- Funaná kaminhu di férru
  - “Djonsinho Cabral”, tradicional
interpretat per Os Tubarões a l'àlbum Djonsinho Cabral (Ed. Os Tubarões, Ref. T-003 — 1978)
  - “Sant’ Antoni la Belêm”, tradicional
interpretat per Bulimundo a l'àlbum Batuco (Ed. Black Power Records, Rotterdam, Ref. Lp 2233 — 1981)
  - “Si manera” de Zeca di Nha Reinalda
interpretat per Finaçon a l'àlbum Funaná (Ed. Mélodie, París — 1990)
  - “Matrialistas” de Kino Cabral
interpretat per Kino Cabral (Ed. Kino Cabral, ? — 1992)
  - “Moças di Mangui” d'Eduíno, Chando Graciosa i Bitori Nha Bibinha
interpretat per Ferro Gaita a l'àlbum Fundu Baxu (Ed. ?, ? — 1997)
- Funaná maxixi
  - “Canta cu alma sem ser magoado” de Pedro Rodrigues
interpretat per Bana a l'àlbum Bana (Ed. Discos Monte Cara, — 19??)
  - “Pomba” de Codé di Dona
interpretat per Codé di Dona a l'àlbum Codé di Dona (Ed. Globe Music, ? — 1997)
  - “Nôs cultura” d'Eduíno
interpretat per Ferro Gaita a l'àlbum Bandêra Liberdadi (Ed. ?, ? — 2003)
  - “Puxim Semedo” de Kaká di Lina i Eduíno
interpretat per Eduíno i Petcha a l'àlbum Terra Terra Vol. 1 (Ed. ?, ? — 2007)
- Funaná samba
  - “Djentis d' aságua” de Zezé di Nha Reinalda
interpretat per Zezé di Nha Reinalda a l'àlbum Djentis d' aságua (Ed. ICL, Praia — 198?)
  - “Fomi 47” de Codé di Dona
interpretat per Finaçon a l'àlbum Rabecindadi (Ed. ?, Lisboa — 1987)
  - “Codjeta” de Kaká Barbosa
interpretat per Simentera a l'àlbum Raiz (Ed. Mélodie, París — 1992)
- Slow funaná
  - “Sema Lopi” de Sema Lopi
interpretat per Bulimundo a l'àlbum Bulimundo (Ed. Black Power Records, Rotterdam, Ref. L.P. 1943 — 1980; Reed. Sons d'África, Lisboa — 2005)
  - “Pombinha Mansa”
interpretat per Bulimundo a l'àlbum Batuco (Ed. Black Power Records, Rotterdam, Ref. Lp 2233 — 1981)
  - “Kortel di rabidanti” de Kaká Barbosa
interpretat per Zeca & Zezé di Nha Reinalda a l'àlbum Konbersu’l tristi, korbu nha xintidu (Ed. ?, Lisboa — 1983)
  - “Li qu’ ê nha tchon” de Pedro Rodrigues
interpretat per Os Tubarões a l'àlbum Bote, broce e linha (Ed. ?, ? — 1990)